# قرحة القصور الشرياني
قرحات القصور الشرياني، (وتُعرف أيضًا بالقرحات أو الجروح الإقفاريّة) تحدث غالبًا على السطح الجانبيّ للكاحل أو في أقصى أصابع القدم، وتحدث بشكل شائع بسبب مرض الشريان المحيطيّ.

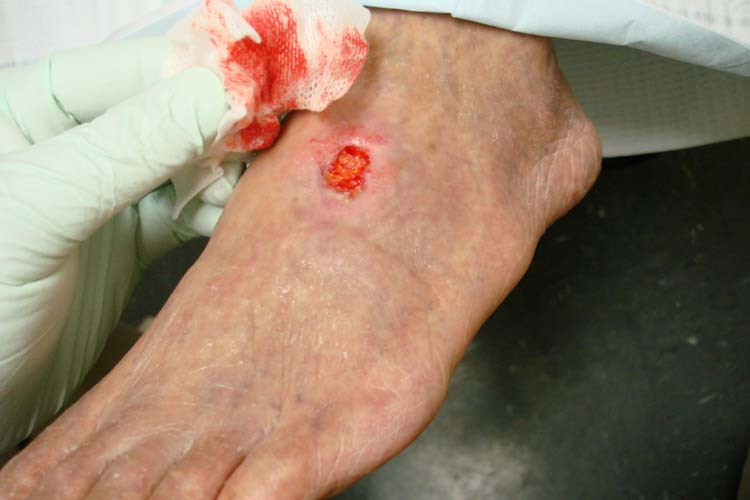
رجل مدخّن ذو 71 عاماً ومريض بالسكريّ، وعلى ما يبدو إصابته الشديدة بالمرض الشريانيّ المحيطيّ مع تقرّح ظهر القدم (2.5 سم x 2.4 سم) الذي كان مفتوحاً بشكل مزمن لما يقارب السنتين.

## السّمات
تتّسم القرحة بمظهر مخروم، كما أنها مؤلمة بشدّة. تتسّم أيضًا بقاعدة متليّفة رماديّة أو صفراء وحوافّ جلدية ضعيفة. لا يمكن الإحساس بالنبضات فيها كما يمكن ملاحظة تغيرات متعلّقة بها على الجلد كغياب الشعر ورقة الجلد ولمعانه، بالإضافة إلى أنها تظهر بشكل شائع في أقصى نهايات الأطراف. يوجد نوع خاصّ من القرحات الاقفارية التي تتشكّل في الإثني عشر بعد حروق شديدة وتُسمّى قرحة كيرلنغ.

## الأسباب
تحدث هذه القرحات بسبب انعدام تدفق الدم لسُرَر الشعيرات في الأطراف السفليّة من الجسد، وغالباً ما يعتبر القصور البطانيّ عاملاً مسببًا لاعتلالي الأوعية الدمويّة الدقيقة والأوعية الدمويّة الكبيرة السكريّين. يؤدي كلًا من الاعتلال العصبي والتنظيم الذاتي للشعيرات الدمويّة اللذان يحدثان عبر اعتلال الأوعية الدمويّة الدقيقة إلى تروية دموية سيئة للأنسجة، وخصوصًا في قاعدة الجرح. بالإضافة إلى أنه عندما يُضغط على الجلد فإنه سيتضرّر وسيصبح من غير الممكن أن يُرمّم بسبب انعدام التروية الدمويّة للنسيج. يتميّز الجرح بمظهر عميق ومخروم الذي يمتد غالباً إلى الأوتار، ومن الجدير بالذكر أن هذه الجروح مؤلمة للغاية.

## التشخيص
يُمكن أن يُشخّص الجرح سريريًّا بكل سهولة، فتُجرى تسجيلات التخطيط الشريانيّ فوق الصوتيّ (دوبلر) وتخطيط التحجّم لكي يتم التقييم الأساسيّ لتدفق الدم. كما تجدر الإشارة إلى أن تصوير الأشعة يُعتبر ضرورياً لاستبعاد التهاب العظم والنّقي.

### التشخيصات التفريقيّة
- قرحة عصبية.
- الغنغرينة.
- جرح ملوّث.

## إدارة المرض
يكثر انتشار قرحات القصور الشريانيّ بين المصابين بالسكريّ، وذلك يُعزى لانخفاض تدفق الدم الذي يحدث نسبة لتضييق الشرايين وفقدان الحسّ بسبب الاعتلال العصبيّ السكريّ. تجدر الإشارة إلى أنّ أول خطوة لتجنّب الإصابة بقرحة القصور الشريانيّ هي الوقاية، وقد تشمل هذه الخطوات فحوصًا سنويّة للأقدام التي تتضمّن،«فحصاً لتقييم الجلد، وفحص نبضات القدم (تقييم تدفق الدم) وفحص لتقييم الحسّ الجسديّ». تعتمد إدارة قرحات القصور الشريانيّ على حدّة القصور الشريانيّ الباطنيّ، وأحيانًا قد يُعاد توعية المنطقة المتأثرة عن طريق المجازة الوعائيّة أو رأب الأوعية، أمّا إذا كانت هنالك عدوى، فستُصرف المضادات الحيويّة المناسبة لذلك. أمّا بالنسبة للإنضار(عمليّة إزالة المواد الغريبة والأنسجة الميّتة)، فإنّه سيُجرى عندما يتمّ التأكد من سلامة تدفّق الدم. إذا كان الجرح أخمصيّ (أي على باطن القدم)، فيُنصح المريض بأن يريحَ قدمه حتى يتجنّب تضخّم القرحة. كما تُعتبر مراقبة نسبة السكر بالدم مهمّة لدى مرضى السكّر، وأخيراً، فإنّه يجب تجنّب التدخين وذلك لمساعدة الجرح على الالتئام.

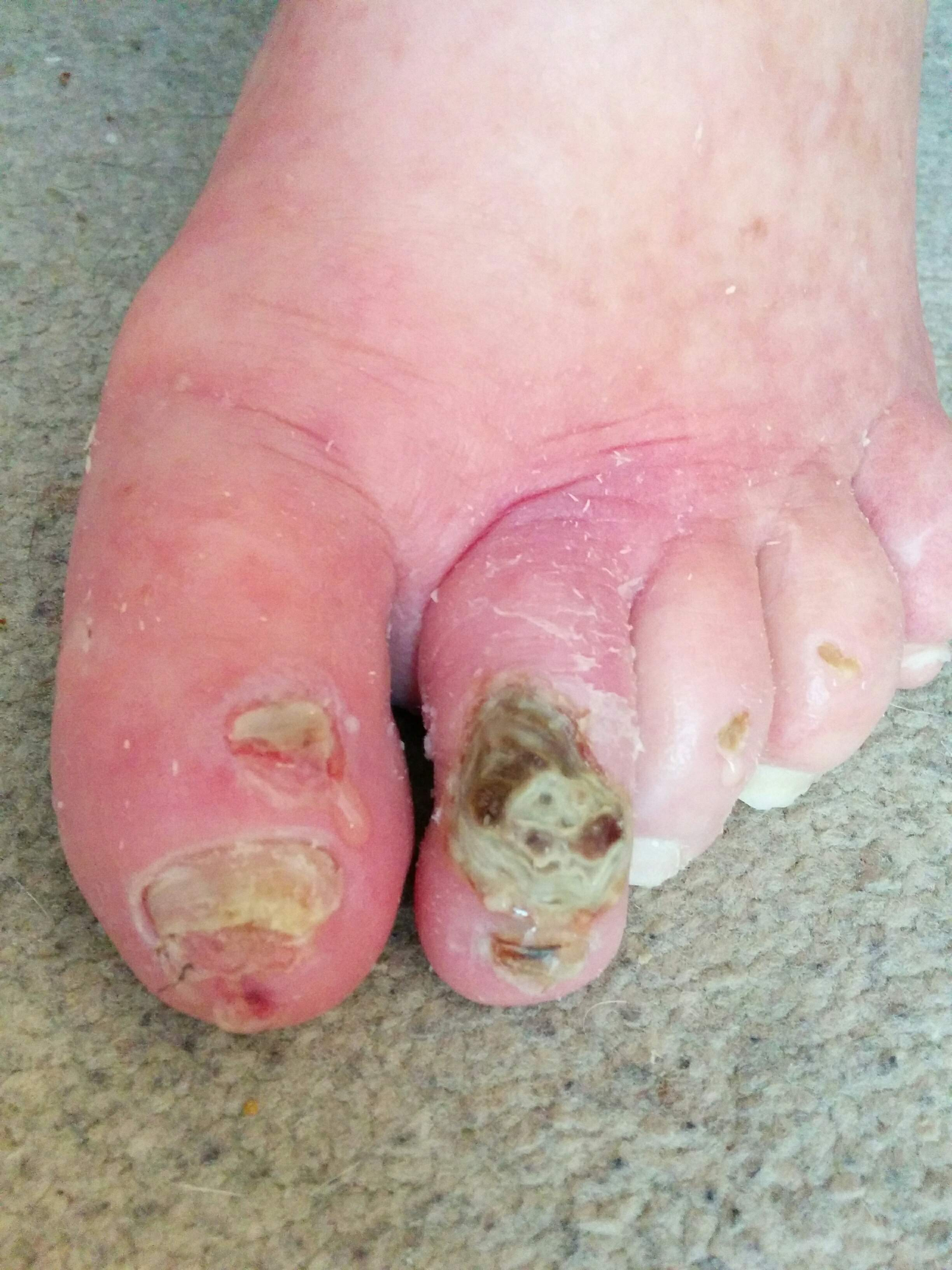
قدم شخص ذو 80 عاماً مصاب بالنوع الثاني من السكريّ وفشل القلب. يعاني الاصبع الثاني من قرحة اقفاريّة كبيرة، أمّا الاصبع الأول فيعاني من ذات القرحة لكن صغيرة.

## الانتشار الوبائي
تُعتبر هذه القرحات صعبة العلاج إذا اُعتُنيَ بالجرح عناية عاديّة، بل تتطلّب علاجاً متقدمّاً كالمعالجة بالأكسجين عالي الضغط أو بدائل مهندسة حيويّاً للجلد. إن لم تتلقَّ هذه القرحات العناية في الوقت المناسب، فإن هنالك احتمالات عالية أن تتلوّث ويؤول بها المطاف إلى البتر. أخيراً، يُعتبر الأفراد الذين لديهم تاريخ من الإصابة بقرحات سابقة معرضون للإصابة بقرحة أخرى بأكثر من 36 مرة.